# Лоус, Бенджамин Гловер
Бенджамин Гловер Лоус (англ. Benjamin Glover Laws; 6 февраля 1861, Лондон — 21 сентября 1931, там же) — один из основоположников английской школы в шахматной задаче. Президент Британского общества любителей шахматных задач (1918—1931). Редактор отдела задач журнала «Бритиш чесс мэгэзин» (1898—1931). Автор ряда книг, посвященных двухходовке и методам решения шахматных задач; один из авторов первого сборника задач английских проблемистов (1887). С 1877 опубликовал свыше 1 тысячи задач разных жанров. Для стиля Лоуса характерны изящное и экономичное построение, комплекс равноценных и разнообразных вариантов, заканчивающихся правильными матами (патами), что приближает его творчество к чешской школе.

## Задачи
|   | a | b | c | d | e | f | g | h |   |
| - | --- | --- | --- | --- | --- | --- | --- | --- | - |
| 8 | b8 белый слон · a6 белый ферзь · f6 чёрная пешка · g6 чёрная пешка · b5 белый конь · c5 чёрная пешка · d5 чёрный король · a4 чёрная пешка · h4 белая пешка · c3 чёрная пешка · c2 белая пешка · a1 чёрный слон · b1 чёрный конь · g1 белый король | b8 белый слон · a6 белый ферзь · f6 чёрная пешка · g6 чёрная пешка · b5 белый конь · c5 чёрная пешка · d5 чёрный король · a4 чёрная пешка · h4 белая пешка · c3 чёрная пешка · c2 белая пешка · a1 чёрный слон · b1 чёрный конь · g1 белый король | b8 белый слон · a6 белый ферзь · f6 чёрная пешка · g6 чёрная пешка · b5 белый конь · c5 чёрная пешка · d5 чёрный король · a4 чёрная пешка · h4 белая пешка · c3 чёрная пешка · c2 белая пешка · a1 чёрный слон · b1 чёрный конь · g1 белый король | b8 белый слон · a6 белый ферзь · f6 чёрная пешка · g6 чёрная пешка · b5 белый конь · c5 чёрная пешка · d5 чёрный король · a4 чёрная пешка · h4 белая пешка · c3 чёрная пешка · c2 белая пешка · a1 чёрный слон · b1 чёрный конь · g1 белый король | b8 белый слон · a6 белый ферзь · f6 чёрная пешка · g6 чёрная пешка · b5 белый конь · c5 чёрная пешка · d5 чёрный король · a4 чёрная пешка · h4 белая пешка · c3 чёрная пешка · c2 белая пешка · a1 чёрный слон · b1 чёрный конь · g1 белый король | b8 белый слон · a6 белый ферзь · f6 чёрная пешка · g6 чёрная пешка · b5 белый конь · c5 чёрная пешка · d5 чёрный король · a4 чёрная пешка · h4 белая пешка · c3 чёрная пешка · c2 белая пешка · a1 чёрный слон · b1 чёрный конь · g1 белый король | b8 белый слон · a6 белый ферзь · f6 чёрная пешка · g6 чёрная пешка · b5 белый конь · c5 чёрная пешка · d5 чёрный король · a4 чёрная пешка · h4 белая пешка · c3 чёрная пешка · c2 белая пешка · a1 чёрный слон · b1 чёрный конь · g1 белый король | b8 белый слон · a6 белый ферзь · f6 чёрная пешка · g6 чёрная пешка · b5 белый конь · c5 чёрная пешка · d5 чёрный король · a4 чёрная пешка · h4 белая пешка · c3 чёрная пешка · c2 белая пешка · a1 чёрный слон · b1 чёрный конь · g1 белый король | 8 |
| 7 | b8 белый слон · a6 белый ферзь · f6 чёрная пешка · g6 чёрная пешка · b5 белый конь · c5 чёрная пешка · d5 чёрный король · a4 чёрная пешка · h4 белая пешка · c3 чёрная пешка · c2 белая пешка · a1 чёрный слон · b1 чёрный конь · g1 белый король | b8 белый слон · a6 белый ферзь · f6 чёрная пешка · g6 чёрная пешка · b5 белый конь · c5 чёрная пешка · d5 чёрный король · a4 чёрная пешка · h4 белая пешка · c3 чёрная пешка · c2 белая пешка · a1 чёрный слон · b1 чёрный конь · g1 белый король | b8 белый слон · a6 белый ферзь · f6 чёрная пешка · g6 чёрная пешка · b5 белый конь · c5 чёрная пешка · d5 чёрный король · a4 чёрная пешка · h4 белая пешка · c3 чёрная пешка · c2 белая пешка · a1 чёрный слон · b1 чёрный конь · g1 белый король | b8 белый слон · a6 белый ферзь · f6 чёрная пешка · g6 чёрная пешка · b5 белый конь · c5 чёрная пешка · d5 чёрный король · a4 чёрная пешка · h4 белая пешка · c3 чёрная пешка · c2 белая пешка · a1 чёрный слон · b1 чёрный конь · g1 белый король | b8 белый слон · a6 белый ферзь · f6 чёрная пешка · g6 чёрная пешка · b5 белый конь · c5 чёрная пешка · d5 чёрный король · a4 чёрная пешка · h4 белая пешка · c3 чёрная пешка · c2 белая пешка · a1 чёрный слон · b1 чёрный конь · g1 белый король | b8 белый слон · a6 белый ферзь · f6 чёрная пешка · g6 чёрная пешка · b5 белый конь · c5 чёрная пешка · d5 чёрный король · a4 чёрная пешка · h4 белая пешка · c3 чёрная пешка · c2 белая пешка · a1 чёрный слон · b1 чёрный конь · g1 белый король | b8 белый слон · a6 белый ферзь · f6 чёрная пешка · g6 чёрная пешка · b5 белый конь · c5 чёрная пешка · d5 чёрный король · a4 чёрная пешка · h4 белая пешка · c3 чёрная пешка · c2 белая пешка · a1 чёрный слон · b1 чёрный конь · g1 белый король | b8 белый слон · a6 белый ферзь · f6 чёрная пешка · g6 чёрная пешка · b5 белый конь · c5 чёрная пешка · d5 чёрный король · a4 чёрная пешка · h4 белая пешка · c3 чёрная пешка · c2 белая пешка · a1 чёрный слон · b1 чёрный конь · g1 белый король | 7 |
| 6 | b8 белый слон · a6 белый ферзь · f6 чёрная пешка · g6 чёрная пешка · b5 белый конь · c5 чёрная пешка · d5 чёрный король · a4 чёрная пешка · h4 белая пешка · c3 чёрная пешка · c2 белая пешка · a1 чёрный слон · b1 чёрный конь · g1 белый король | b8 белый слон · a6 белый ферзь · f6 чёрная пешка · g6 чёрная пешка · b5 белый конь · c5 чёрная пешка · d5 чёрный король · a4 чёрная пешка · h4 белая пешка · c3 чёрная пешка · c2 белая пешка · a1 чёрный слон · b1 чёрный конь · g1 белый король | b8 белый слон · a6 белый ферзь · f6 чёрная пешка · g6 чёрная пешка · b5 белый конь · c5 чёрная пешка · d5 чёрный король · a4 чёрная пешка · h4 белая пешка · c3 чёрная пешка · c2 белая пешка · a1 чёрный слон · b1 чёрный конь · g1 белый король | b8 белый слон · a6 белый ферзь · f6 чёрная пешка · g6 чёрная пешка · b5 белый конь · c5 чёрная пешка · d5 чёрный король · a4 чёрная пешка · h4 белая пешка · c3 чёрная пешка · c2 белая пешка · a1 чёрный слон · b1 чёрный конь · g1 белый король | b8 белый слон · a6 белый ферзь · f6 чёрная пешка · g6 чёрная пешка · b5 белый конь · c5 чёрная пешка · d5 чёрный король · a4 чёрная пешка · h4 белая пешка · c3 чёрная пешка · c2 белая пешка · a1 чёрный слон · b1 чёрный конь · g1 белый король | b8 белый слон · a6 белый ферзь · f6 чёрная пешка · g6 чёрная пешка · b5 белый конь · c5 чёрная пешка · d5 чёрный король · a4 чёрная пешка · h4 белая пешка · c3 чёрная пешка · c2 белая пешка · a1 чёрный слон · b1 чёрный конь · g1 белый король | b8 белый слон · a6 белый ферзь · f6 чёрная пешка · g6 чёрная пешка · b5 белый конь · c5 чёрная пешка · d5 чёрный король · a4 чёрная пешка · h4 белая пешка · c3 чёрная пешка · c2 белая пешка · a1 чёрный слон · b1 чёрный конь · g1 белый король | b8 белый слон · a6 белый ферзь · f6 чёрная пешка · g6 чёрная пешка · b5 белый конь · c5 чёрная пешка · d5 чёрный король · a4 чёрная пешка · h4 белая пешка · c3 чёрная пешка · c2 белая пешка · a1 чёрный слон · b1 чёрный конь · g1 белый король | 6 |
| 5 | b8 белый слон · a6 белый ферзь · f6 чёрная пешка · g6 чёрная пешка · b5 белый конь · c5 чёрная пешка · d5 чёрный король · a4 чёрная пешка · h4 белая пешка · c3 чёрная пешка · c2 белая пешка · a1 чёрный слон · b1 чёрный конь · g1 белый король | b8 белый слон · a6 белый ферзь · f6 чёрная пешка · g6 чёрная пешка · b5 белый конь · c5 чёрная пешка · d5 чёрный король · a4 чёрная пешка · h4 белая пешка · c3 чёрная пешка · c2 белая пешка · a1 чёрный слон · b1 чёрный конь · g1 белый король | b8 белый слон · a6 белый ферзь · f6 чёрная пешка · g6 чёрная пешка · b5 белый конь · c5 чёрная пешка · d5 чёрный король · a4 чёрная пешка · h4 белая пешка · c3 чёрная пешка · c2 белая пешка · a1 чёрный слон · b1 чёрный конь · g1 белый король | b8 белый слон · a6 белый ферзь · f6 чёрная пешка · g6 чёрная пешка · b5 белый конь · c5 чёрная пешка · d5 чёрный король · a4 чёрная пешка · h4 белая пешка · c3 чёрная пешка · c2 белая пешка · a1 чёрный слон · b1 чёрный конь · g1 белый король | b8 белый слон · a6 белый ферзь · f6 чёрная пешка · g6 чёрная пешка · b5 белый конь · c5 чёрная пешка · d5 чёрный король · a4 чёрная пешка · h4 белая пешка · c3 чёрная пешка · c2 белая пешка · a1 чёрный слон · b1 чёрный конь · g1 белый король | b8 белый слон · a6 белый ферзь · f6 чёрная пешка · g6 чёрная пешка · b5 белый конь · c5 чёрная пешка · d5 чёрный король · a4 чёрная пешка · h4 белая пешка · c3 чёрная пешка · c2 белая пешка · a1 чёрный слон · b1 чёрный конь · g1 белый король | b8 белый слон · a6 белый ферзь · f6 чёрная пешка · g6 чёрная пешка · b5 белый конь · c5 чёрная пешка · d5 чёрный король · a4 чёрная пешка · h4 белая пешка · c3 чёрная пешка · c2 белая пешка · a1 чёрный слон · b1 чёрный конь · g1 белый король | b8 белый слон · a6 белый ферзь · f6 чёрная пешка · g6 чёрная пешка · b5 белый конь · c5 чёрная пешка · d5 чёрный король · a4 чёрная пешка · h4 белая пешка · c3 чёрная пешка · c2 белая пешка · a1 чёрный слон · b1 чёрный конь · g1 белый король | 5 |
| 4 | b8 белый слон · a6 белый ферзь · f6 чёрная пешка · g6 чёрная пешка · b5 белый конь · c5 чёрная пешка · d5 чёрный король · a4 чёрная пешка · h4 белая пешка · c3 чёрная пешка · c2 белая пешка · a1 чёрный слон · b1 чёрный конь · g1 белый король | b8 белый слон · a6 белый ферзь · f6 чёрная пешка · g6 чёрная пешка · b5 белый конь · c5 чёрная пешка · d5 чёрный король · a4 чёрная пешка · h4 белая пешка · c3 чёрная пешка · c2 белая пешка · a1 чёрный слон · b1 чёрный конь · g1 белый король | b8 белый слон · a6 белый ферзь · f6 чёрная пешка · g6 чёрная пешка · b5 белый конь · c5 чёрная пешка · d5 чёрный король · a4 чёрная пешка · h4 белая пешка · c3 чёрная пешка · c2 белая пешка · a1 чёрный слон · b1 чёрный конь · g1 белый король | b8 белый слон · a6 белый ферзь · f6 чёрная пешка · g6 чёрная пешка · b5 белый конь · c5 чёрная пешка · d5 чёрный король · a4 чёрная пешка · h4 белая пешка · c3 чёрная пешка · c2 белая пешка · a1 чёрный слон · b1 чёрный конь · g1 белый король | b8 белый слон · a6 белый ферзь · f6 чёрная пешка · g6 чёрная пешка · b5 белый конь · c5 чёрная пешка · d5 чёрный король · a4 чёрная пешка · h4 белая пешка · c3 чёрная пешка · c2 белая пешка · a1 чёрный слон · b1 чёрный конь · g1 белый король | b8 белый слон · a6 белый ферзь · f6 чёрная пешка · g6 чёрная пешка · b5 белый конь · c5 чёрная пешка · d5 чёрный король · a4 чёрная пешка · h4 белая пешка · c3 чёрная пешка · c2 белая пешка · a1 чёрный слон · b1 чёрный конь · g1 белый король | b8 белый слон · a6 белый ферзь · f6 чёрная пешка · g6 чёрная пешка · b5 белый конь · c5 чёрная пешка · d5 чёрный король · a4 чёрная пешка · h4 белая пешка · c3 чёрная пешка · c2 белая пешка · a1 чёрный слон · b1 чёрный конь · g1 белый король | b8 белый слон · a6 белый ферзь · f6 чёрная пешка · g6 чёрная пешка · b5 белый конь · c5 чёрная пешка · d5 чёрный король · a4 чёрная пешка · h4 белая пешка · c3 чёрная пешка · c2 белая пешка · a1 чёрный слон · b1 чёрный конь · g1 белый король | 4 |
| 3 | b8 белый слон · a6 белый ферзь · f6 чёрная пешка · g6 чёрная пешка · b5 белый конь · c5 чёрная пешка · d5 чёрный король · a4 чёрная пешка · h4 белая пешка · c3 чёрная пешка · c2 белая пешка · a1 чёрный слон · b1 чёрный конь · g1 белый король | b8 белый слон · a6 белый ферзь · f6 чёрная пешка · g6 чёрная пешка · b5 белый конь · c5 чёрная пешка · d5 чёрный король · a4 чёрная пешка · h4 белая пешка · c3 чёрная пешка · c2 белая пешка · a1 чёрный слон · b1 чёрный конь · g1 белый король | b8 белый слон · a6 белый ферзь · f6 чёрная пешка · g6 чёрная пешка · b5 белый конь · c5 чёрная пешка · d5 чёрный король · a4 чёрная пешка · h4 белая пешка · c3 чёрная пешка · c2 белая пешка · a1 чёрный слон · b1 чёрный конь · g1 белый король | b8 белый слон · a6 белый ферзь · f6 чёрная пешка · g6 чёрная пешка · b5 белый конь · c5 чёрная пешка · d5 чёрный король · a4 чёрная пешка · h4 белая пешка · c3 чёрная пешка · c2 белая пешка · a1 чёрный слон · b1 чёрный конь · g1 белый король | b8 белый слон · a6 белый ферзь · f6 чёрная пешка · g6 чёрная пешка · b5 белый конь · c5 чёрная пешка · d5 чёрный король · a4 чёрная пешка · h4 белая пешка · c3 чёрная пешка · c2 белая пешка · a1 чёрный слон · b1 чёрный конь · g1 белый король | b8 белый слон · a6 белый ферзь · f6 чёрная пешка · g6 чёрная пешка · b5 белый конь · c5 чёрная пешка · d5 чёрный король · a4 чёрная пешка · h4 белая пешка · c3 чёрная пешка · c2 белая пешка · a1 чёрный слон · b1 чёрный конь · g1 белый король | b8 белый слон · a6 белый ферзь · f6 чёрная пешка · g6 чёрная пешка · b5 белый конь · c5 чёрная пешка · d5 чёрный король · a4 чёрная пешка · h4 белая пешка · c3 чёрная пешка · c2 белая пешка · a1 чёрный слон · b1 чёрный конь · g1 белый король | b8 белый слон · a6 белый ферзь · f6 чёрная пешка · g6 чёрная пешка · b5 белый конь · c5 чёрная пешка · d5 чёрный король · a4 чёрная пешка · h4 белая пешка · c3 чёрная пешка · c2 белая пешка · a1 чёрный слон · b1 чёрный конь · g1 белый король | 3 |
| 2 | b8 белый слон · a6 белый ферзь · f6 чёрная пешка · g6 чёрная пешка · b5 белый конь · c5 чёрная пешка · d5 чёрный король · a4 чёрная пешка · h4 белая пешка · c3 чёрная пешка · c2 белая пешка · a1 чёрный слон · b1 чёрный конь · g1 белый король | b8 белый слон · a6 белый ферзь · f6 чёрная пешка · g6 чёрная пешка · b5 белый конь · c5 чёрная пешка · d5 чёрный король · a4 чёрная пешка · h4 белая пешка · c3 чёрная пешка · c2 белая пешка · a1 чёрный слон · b1 чёрный конь · g1 белый король | b8 белый слон · a6 белый ферзь · f6 чёрная пешка · g6 чёрная пешка · b5 белый конь · c5 чёрная пешка · d5 чёрный король · a4 чёрная пешка · h4 белая пешка · c3 чёрная пешка · c2 белая пешка · a1 чёрный слон · b1 чёрный конь · g1 белый король | b8 белый слон · a6 белый ферзь · f6 чёрная пешка · g6 чёрная пешка · b5 белый конь · c5 чёрная пешка · d5 чёрный король · a4 чёрная пешка · h4 белая пешка · c3 чёрная пешка · c2 белая пешка · a1 чёрный слон · b1 чёрный конь · g1 белый король | b8 белый слон · a6 белый ферзь · f6 чёрная пешка · g6 чёрная пешка · b5 белый конь · c5 чёрная пешка · d5 чёрный король · a4 чёрная пешка · h4 белая пешка · c3 чёрная пешка · c2 белая пешка · a1 чёрный слон · b1 чёрный конь · g1 белый король | b8 белый слон · a6 белый ферзь · f6 чёрная пешка · g6 чёрная пешка · b5 белый конь · c5 чёрная пешка · d5 чёрный король · a4 чёрная пешка · h4 белая пешка · c3 чёрная пешка · c2 белая пешка · a1 чёрный слон · b1 чёрный конь · g1 белый король | b8 белый слон · a6 белый ферзь · f6 чёрная пешка · g6 чёрная пешка · b5 белый конь · c5 чёрная пешка · d5 чёрный король · a4 чёрная пешка · h4 белая пешка · c3 чёрная пешка · c2 белая пешка · a1 чёрный слон · b1 чёрный конь · g1 белый король | b8 белый слон · a6 белый ферзь · f6 чёрная пешка · g6 чёрная пешка · b5 белый конь · c5 чёрная пешка · d5 чёрный король · a4 чёрная пешка · h4 белая пешка · c3 чёрная пешка · c2 белая пешка · a1 чёрный слон · b1 чёрный конь · g1 белый король | 2 |
| 1 | b8 белый слон · a6 белый ферзь · f6 чёрная пешка · g6 чёрная пешка · b5 белый конь · c5 чёрная пешка · d5 чёрный король · a4 чёрная пешка · h4 белая пешка · c3 чёрная пешка · c2 белая пешка · a1 чёрный слон · b1 чёрный конь · g1 белый король | b8 белый слон · a6 белый ферзь · f6 чёрная пешка · g6 чёрная пешка · b5 белый конь · c5 чёрная пешка · d5 чёрный король · a4 чёрная пешка · h4 белая пешка · c3 чёрная пешка · c2 белая пешка · a1 чёрный слон · b1 чёрный конь · g1 белый король | b8 белый слон · a6 белый ферзь · f6 чёрная пешка · g6 чёрная пешка · b5 белый конь · c5 чёрная пешка · d5 чёрный король · a4 чёрная пешка · h4 белая пешка · c3 чёрная пешка · c2 белая пешка · a1 чёрный слон · b1 чёрный конь · g1 белый король | b8 белый слон · a6 белый ферзь · f6 чёрная пешка · g6 чёрная пешка · b5 белый конь · c5 чёрная пешка · d5 чёрный король · a4 чёрная пешка · h4 белая пешка · c3 чёрная пешка · c2 белая пешка · a1 чёрный слон · b1 чёрный конь · g1 белый король | b8 белый слон · a6 белый ферзь · f6 чёрная пешка · g6 чёрная пешка · b5 белый конь · c5 чёрная пешка · d5 чёрный король · a4 чёрная пешка · h4 белая пешка · c3 чёрная пешка · c2 белая пешка · a1 чёрный слон · b1 чёрный конь · g1 белый король | b8 белый слон · a6 белый ферзь · f6 чёрная пешка · g6 чёрная пешка · b5 белый конь · c5 чёрная пешка · d5 чёрный король · a4 чёрная пешка · h4 белая пешка · c3 чёрная пешка · c2 белая пешка · a1 чёрный слон · b1 чёрный конь · g1 белый король | b8 белый слон · a6 белый ферзь · f6 чёрная пешка · g6 чёрная пешка · b5 белый конь · c5 чёрная пешка · d5 чёрный король · a4 чёрная пешка · h4 белая пешка · c3 чёрная пешка · c2 белая пешка · a1 чёрный слон · b1 чёрный конь · g1 белый король | b8 белый слон · a6 белый ферзь · f6 чёрная пешка · g6 чёрная пешка · b5 белый конь · c5 чёрная пешка · d5 чёрный король · a4 чёрная пешка · h4 белая пешка · c3 чёрная пешка · c2 белая пешка · a1 чёрный слон · b1 чёрный конь · g1 белый король | 1 |
|   | a | b | c | d | e | f | g | h |   |

1.Ch2! (~ 2.Kc7+) 

1. ... Крс4 2.Ф:а4+ Kpd5 3.Кс7#, 

1. ... с4 2.Фb7+ Кре6 3.Kd4#, или 

2. ... Крс5 3.Cd6#, или 

1. ... Кре4 2.К:с3+ С:с3 3.Фd3#, или 

2. ... Kpf5 3.Фс8#

## Книги
- The Chess problem. Text-book with illustrations, L., 1887.